# Draughton (Yorkshire du Nord)
Pour les articles homonymes, voir Draughton.
Draughton est un village et une paroisse civile du Yorkshire du Nord, en Angleterre.